# General Electric F118
Le General Electric F118 est un turboréacteur à double flux sans postcombustion produit par GE Aviation. Il est dérivé du turboréacteur double-flux à postcombustion General Electric F110.

## Développement
Le F118 est un dérivé sans postcombustion du F110 spécialement développé pour le bombardier furtif Northrop B-2 Spirit. La chambre de combustion est annulaire. En 1998, la flotte américaine de Lockheed U-2 est équipée d'une version modifiée du F118.
Les origines du F118 commencent avec le F101, qui était initialement développé pour le programme d'avion piloté stratégique avancé (Advanced Manned Strategic Aircraft) qui devint le bombardier B-1 Lancer. Utilisant la même base que le F101, les moteurs dérivés F110 et F118 ont été créés en développant de nouveaux systèmes basse pression pour adapter les performances du moteur à l'application aéronautique souhaitée.
En 1998, l'USAF dévoile le bombardier furtif B-2 Spirit motorisé avec quatre F118-100.
Les essais en vol du F118 ont démarré au milieu de l'année 1989 et en 1991. Le F118-100 produit 19 000 livres (8 618 kg) de poussée mais n'a pas de réchauffe pour éviter la détection.
Un programme de prolongation de la durée de vie est prêt à améliorer la durabilité du B-2. Conçu pour doubler la durée de vie, il offre des pièces communes aux moteurs F101 et F110 pour une flexibilité de maintenance.
Le F118 est aussi utilisé sur le U2-S. Le F118-101 produit 17 000 livres (7 711 kg) de poussée et offre une réduction du poids du moteur, un flux chaud qui augmente l'intervalle entre les visites de maintenances, améliore le domaine de vol et réduit le coût des cycles de vie.
Ce moteur augmente grandement le plafond, le rayon d'action, la maniabilité et la sécurité de cet avion de reconnaissance.

## Utilisation
- Northrop B-2A Spirit[2]
- Lockheed U-2S[2]

## Variantes
F118-GE-100
Variante pour le B-2
F118-GE-101
Variante pour le U-2S